# Фенья и Менья
Фе́нья и Ме́нья (дат. Fenja og Menja, др.-сканд. Fenja ok Menja) — две сестры-великанши (ётуны) в скандинавской мифологии.

## Легенда
Имя «Фенья» ведёт своё происхождение от руны feni, болото, а имя «Менья»— от слова mani, украшение. Согласно преданию, обе девы-ётуны (jættepiger) обладали невероятной силой и первоначально служили шведскому королю Фьёльниру. Фьёльнир уступил их своему другу, владыке датского острова Фюн, Фроде, которому принадлежали гигантские мельничные жернова Гротте. Датский король заставил Фенью и Менью молоть этими жерновами землю так, чтобы получалось золото, не спать и не отдыхать при этом — только петь песню. Сёстры мучились на тяжёлой работе, и решив отомстить Фроде, намололи армию Короля Моря Мюсинга. Он в тот же вечер победил и убил правителя Фроде, а сестёр вместе с мельничными жерновами взял на корабль и, в свою очередь, заставил для себя беспрерывно молоть соль. Соли сёстры намололи столько, что корабль Мюсинга пошёл ко дну, но жернова и на морском дне продолжали молоть, измельчать соль. Так море стало солёным. Легенда говорит, что судно затонуло между датскими островами Фанё и Маннё — потому здесь морская вода особо солёная, а острова носят имена сестёр-великанш.
История о сёстрах Фенье и Менье излагается в «Песни о Гротти» («Gróttasöngr»), которую согласно легенде пели сестры в пещере у мельницы Гротти, а также в Младшей Эдде Снорри Стурлуссона и в «Сказке о Гротти-Фенни и Гротти-Менни», записанной на Оркнейских островах.

## В современной литературе
В историческом романе датского писателя, лауреата Нобелевской премии Йоханнеса В. Йенсена «Падение короля» (Kongens Fald, 1901) философски представлено действо, в котором Фенья и Менья мелют для всего мира: добро и зло, жизнь и смерть, время и пространство, радость и горе.

## Дополнения
- Historie - Fanø
- Йенсен, Йоханнес В.: Падение короля, издательство Gylling 2007, с. 234—235. Изд. на русском языке: Йоханнес В. Йенсен, Избранное. Л., «Художественная литература». 1989 г., стр. 166—167.